# Phil Jones
Philip Anthony Jones (født 21. februar 1992) er en engelsk professionel fodboldspiller, som senest spillede for Premier League-klubben Manchester United.

## Klubkarriere

### Blackburn Rovers
Jones kom igennem Blackburn Rovers' ungdomsakademi, og gjorde sin professionelle debut for klubben den 22. september 2009. Han havde sit gennembrud på førsteholdet i løbet af 2010-11 sæsonen, hvor han spillede i en størstedel af kampene i sæsonen.

### Manchester United
Jones' imponerende spil i 2010-11 sæsonen tiltrak opmærksomhed, og han blev i juni 2011 hentet af de forsvarende mestre, Manchester United. Jones imponerende fortsat efter skiftet, især som resultat af at han flere gange i 2011-12 sæsonen blev brugt i andre positioner end den som han plejede, hvilke inkluderede at han i nogle kampe spillede i midtbanen.
Hans første sæson ville dog blive hans bedste. Jones har over sin karriere konstant døjet med skader, især gentagende knæproblemer har resulteret i at han aldrig har spillet flere kampe i ligaen, end de 29 kampe som han spillede i 2011-12 sæsonen.

## Landsholdskarriere

### Ungdomslandshold
Jones har repræsenteret England på flere ungdomsniveauer.

### Seniorlandshold
Jones debuterede for Englands landshold den 7. oktober 2011. Han var del af Englands trupper til EM 2012 og til VM i 2014 og 2018.

## Titler
Manchester United
- Premier League: 1 (2012-13)
- FA Cup: 1 (2015-16)
- FA Community Shield: 2 (2011, 2013)
- UEFA Europa League: 1 (2016-17)